# پلزیث
پلزیث (به انگلیسی: Polzeath) یک روستا در بریتانیا است که در St Minver Lowlands واقع شده‌است. پلزیث ۱٬۴۴۹ نفر جمعیت دارد.